# شرکت هواپیماسازی گلاستر
شرکت هواپیماسازی گلاستر یک شرکت هواپیماسازی بریتانیایی بود که از سال ۱۹۱۷ تا ۱۹۶۳ فعال بود.
گلاستر چندین جنگنده را طراحی و ساخت که نیروی هوایی سلطنتی بریتانیا (RAF) را در طول سال‌های بین دو جنگ تجهیز کرد، از جمله آن‌ها گلادیاتور، آخرین جنگنده دوباله نیروی هوایی سلطنتی بریتانیا بود.

## یادداشت
1. ↑  Gloster Aircraft Company

### کتابشناسی - فهرست کتب
- Buttler, Tony. Secret Projects: British Fighters and Bombers 1935 -1950 (British Secret Projects 3). Leicester, UK: Midland Publishing, 2004. شابک ‎۱-۸۵۷۸۰-۱۷۹-۲ISBN 1-85780-179-2.
- James, Derek N. Gloster Aircraft since 1917. London: Putnam, First edition, 1971. شابک ‎۰-۳۷۰-۰۰۰۸۴-۶ISBN 0-370-00084-6.
- H. F. King (27 May 1955), "Mars to Javelin", Flight: 713–732